# Björkö landskommun
Björkö landskommun var en tidigare kommun i Jönköpings län.

## Administrativ historik
När 1862 års kommunalförordningar trädde i kraft den 1 januari 1863 inrättades i Sverige cirka 2 400 landskommuner och 89 städer och ett mindre antal köpingar. Då inrättades i Björkö socken i Östra härad i Småland denna kommun.
Vid kommunreformen 1952 bildade den storkommun genom sammanläggning med den tidigare kommunen Nävelsjö. 1971 upplöstes den år 1952 bildade kommunen genom sammanläggning med nybildade Vetlanda kommun.
Kommunkoden var 0639.

### Kyrklig tillhörighet
I kyrkligt hänseende tillhörde kommunen Björkö församling. Den 1 januari 1952 tillkom Nävelsjö församling.

## Geografi
Björkö landskommun omfattade den 1 januari 1952 en areal av 165,36 km², varav 149,49 km² land. Efter nymätningar och arealberäkningar färdiga den 1 januari 1957 omfattade landskommunen den 1 november 1960 en areal av 165,70 km², varav 149,03 km² land.

### Tätorter i kommunen 1960
I Björkö landskommun fanns tätorten Björköby, som hade 410 invånare den 1 november 1960. Tätortsgraden i kommunen var då 21,3 procent.

## Politik

### Mandatfördelning i valen 1938–1966
| 6 | 5 | 4 | 5 |

| 20 |

| 6 | 9 | 5 |

| 20 |

| 6 | 8 | 3 | 3 |

| 20 |

| 11 | 14 | 6 | 4 |

| 32 |

| 8 | 11 | 6 | 5 |

| 28 |

| 7 | 12 | 6 | 5 |

| 29 |

| 8 | 14 | 4 | 4 |

| 29 |

| 7 | 13 | 4 | 2 | 4 |

| 27 |